# École nationale des ponts et chaussées
École nationale des ponts et chaussées (ENPC, École des ponts ParisTech) er et fransk ingeniør-institut tilknyttet Conférence des grandes écoles.
Instituttet blev oprettet i 1747 (École royale des ponts et chaussées) og har i dag omkring 1300 studerende. 

## Internationalt samarbejde
ENPC-samarbejdsuniversiteter:
- Top Industrial Managers for Europe (TIME): Danmarks Tekniske Universitet (DTU), Ponts ParisTech

## Grader tilbydes
- Ingeniør ENPC ;
- Master of Science ;
- Mastère Spécialisé ;
- Executive MBA luftfart (i partnerskab med École nationale de l'aviation civile)[2][3] ;
- Ph.d..

## Berømte kandidater
- Henry Darcy, fransk ingeniør, der fik stor betydning for udviklingen af hydrodynamik og hydrogeologi
- Ludvig Ferdinand Holmberg, dansk ingeniør
- Edme-François Jomard, fransk geograf, kartograf, ingeniør og arkæolog
- Jean Tirole, fransk økonom og professor ved universitetet i Toulouse